# 1936 en Bretagne
 Chronologie de la Bretagne
- 1932
- 1933
- 1934
- 1935
- 1936
- 1937
- 1938
- 1939
- 1940

Cette page recense des événements qui se sont produits durant l'année 1936 en Bretagne.

## Société

### Décès
- 4 juillet à Quimper : Jean Jadé est né le 29 mars 1890 à Brest (Finistère), homme politique français.

- 26 décembre : Loeiz ar Floc'h, barde breton, rédacteur d'articles de presse, de nouvelles, chansons, contes, romans et vies de saints qui connaissent un grand succès[1].

## Culture

### Langue bretonne
Proposition de loi sur l'introduction du bilinguisme à l'école par le député finistérien Paul Trémintin.